# Kaj Barr
Kaj Barr (26. juni 1896 i København - 4. januar 1970) var en dansk orientalist og professor ved Københavns Universitet.
Kaj Barr var i 1931 blandt stifterne af Lingvistkredsen.
Han var også medstifter og første formand for Selskabet for de Eksakte Videnskabers Historie, forløberen for Videnskabshistorisk Selskab.